# OHDO-Syndrom
Das OHDO-Syndrom oder Ohdo-Blepharophimose-Syndrom (OBS) ist eine Gruppe sehr seltener angeborener Erkrankungen mit einer Kombination von Geistiger Retardierung, angeborenem Herzfehler, Blepharophimose, Blepharoptosis und hypoplastischen Zähnen.
Synonyme sind: BMRS Typ Ohdo; Blepharophimose-Intelligenzminderung-Syndrom Typ Ohdo; Blepharophimose-Syndrom Ohdo-Typ; Ohdo-Madokoro-Sonoda-Syndrom; englisch Blepharophimosis and mental retardation syndrome (BMRS)
Die Namensbezeichnung bezieht sich auf den Erstautor der Erstbeschreibung aus dem Jahre 1986 durch den japanischen Pädiater Shozo Ohdo und Mitarbeiter.

## Klassifikation
Derzeit wird folgende Klassifikation favorisiert:
- partielle Chromosom 3p-Deletion, Synonyme: Partielle Monosomie 3p; Chromosom 3, partielle Deletion des kurzen Arms; Partielle Monosomie 3p; Partielle Monosomie des kurzen Arms von Chromosom 3[4]
  - Mikrodeletionssyndrom 3p25.3
  - Distale Monosomie 3p
- „klassisches“ BMRS Typ Ohdo
- BMRS Typ Say-Barber-Biesecker-Young-Simpson, Synonyme: Say-Barber-Biesecker-Young-Simpson-Syndrom; Blepharophimose-Intelligenzminderung, Typ SBBYS; Hypothyreose - Dysmorphien - postaxiale Polydaktylie – Intelligenzminderung; SBBYSS, Mutationen am KAT6B-Gen an 10q22.2[5][6]
- BMRS Typ Maat–Kievit–Brunner, Synonyme: Blepharophimose-Intelligenzminderung-Syndrom, Typ Maat-Kievit-Brunner; BMRS vom Typ Maat-Kievit-Brunner; BMRS, MKB-Typ; X-linked Ohdo syndrome; Blepharophimosis-intellectual disability syndrome, MKB type, X-chromosomal-rezessiv mit Mutationen am MED-12 Gen[7][8]
- BMRS Typ Verloes[3]

## Verbreitung
Die Häufigkeit aller Formen wird mit unter 1 zu 1.000.000 angegeben, bei der „klassischen“ Form ist ein eventueller Vererbungsmechanismus ebenso wie eine genetische Grundlage nicht bekannt.

## Klinische Erscheinungen
Klinische Kriterien sind:
Es handelt sich um ein heterogenes Krankheitsbild mit multiplen kongenitalen Anomalien und gekennzeichnet durch Blepharophimose, Ptose, hypoplastische Zähne, Hörstörungen und geistige Behinderung.
Mitunter finden sich zusätzlich abnorme Ohren, Mikrozephalie und retardiertes Wachstum oder Kryptorchismus.